# Le Pari (film, 1997)
Pour les articles homonymes, voir Le Pari.
 (septembre 2021).
Si vous disposez d'ouvrages ou d'articles de référence ou si vous connaissez des sites web de qualité traitant du thème abordé ici, merci de compléter l'article en donnant les références utiles à sa vérifiabilité et en les liant à la section « Notes et références ».
Pour plus de détails, voir Fiche technique et Distribution.
Le Pari est un film français réalisé par Didier Bourdon et Bernard Campan, sorti en 1997.

## Synopsis
Murielle et Victoria sont deux sœurs que tout oppose. Murielle vit à l'ouest de Paris avec Didier, un pharmacien. Ils sont parents adoptifs d'une petite fille noire, Élodie, et mènent une existence très bourgeoise. Victoria, quant à elle, vit dans une ZUP à l'est de Paris avec Bernard, un professeur de technologie dans un lycée de banlieue. Les deux beaux-frères se détestent mais ont en commun d'être de grands fumeurs.
Alors que la famille est réunie à l'occasion de l'anniversaire du père de Murielle et Victoria, Didier et Bernard, harcelés indirectement par les discours moralisateurs de leur belle-mère et de leurs épouses respectives, font le pari d'arrêter de fumer pendant quinze jours.
Le lendemain, tant Didier que Bernard passent leur journée à se pavaner auprès de leurs relations, vantant les mérites d'une vie sans tabac. Alors qu'ils sont félicités pour cette décision, leurs interlocuteurs restent éberlués lorsqu'ils apprennent que cela ne fait qu'un seul jour que les deux compères ont « arrêté la cigarette ». Mais, rapidement, les choses se gâtent : Didier et Bernard, chacun de leur côté, sont à la merci de la moindre référence plus ou moins directe à la cigarette, ou voient des cigarettes partout.
À mesure que les jours passent sans tabac, Didier et Bernard voient leur irritabilité augmenter, tout comme leur appétit. Chacun tente de tenir le coup à l'aide de méthodes alternatives (des patches à la nicotine pour Didier, qui refuse d'en donner à Bernard ; de l'acupuncture pour Bernard). À deux reprises, presque simultanément, les deux compères manquent de craquer : lors d'une visite nocturne chez un buraliste (mais l'autre, ayant eu la même idée, ils se « torpillent » mutuellement) et de façon plus intime, chez eux ou sur leurs lieux de travail.
Finalement, quinze jours plus tard lors de la Fête des mères, les deux beaux-frères ont tenu leur pari. Mais, excédée par son époux qui n'a pas été fichu de commander des fleurs à temps pour sa mère, Murielle lui fait une scène qui progressivement se transforme en règlement de comptes avec sa sœur. Souhaitant poursuivre l'expérience et arrêter définitivement la cigarette, Didier et Bernard veulent marquer le coup en en fumant une dernière. Hélas pour eux, leur beau-père, qui dans l'intervalle a pris lui aussi la décision d'arrêter, a jeté toutes ses cigarettes, cigarillos compris. Au milieu des deux sœurs qui se disputent, Didier et Bernard ont bien du mal à obtenir les clés de la voiture pour aller acheter un paquet de cigarettes. C'est à ce moment que les deux épouses révèlent les écarts de leurs maris respectifs durant les quinze jours écoulés (la cigarette en papier toilette pour Didier et les paquets ouverts et respirés pour Bernard). Alors qu'une dispute encore plus grande est sur le point d'éclater, le beau-père fait un malaise. Didier et Bernard partent à la pharmacie chercher les médicaments, puisque Didier les avait utilisés sans vergogne pour sa propre consommation.
Par la suite, les deux hommes intègrent une association de fumeurs anonymes, qui ressemble vaguement à une secte et où on les dissuade de la cigarette avec des méthodes basiques en utilisant des photographies. Gilbert, un des pensionnaires se distingue pour son côté zélé, étant le seul à repérer la photographie du « gars qui fume dans le rétro ». Des cours de judo leur sont également dispensés, les participants devant exécuter une technique de projection pour mettre au sol une personne qui leur propose une cigarette. Toutes les activités sont régies par le mantra suivant : « Le tabac, c'est tabou ! On en viendra tous à bout ! ».
Au 78ème jour, Didier et Bernard accompagnent leurs épouses à une soirée de gala mettant en scène des grands noms de la télévision où ils sont snobés la plupart du temps. Tandis que Murielle se flatte d'avoir obtenu un autographe de « Bernard » Lhermitte, Didier et Bernard s'enivrent au champagne. Victoria se fait lourdement draguer par Franck Tullio, un animateur de télévision. Après un bref esclandre et alors que Didier vient de se faire passer pour un grand producteur de cinéma pornographique, les deux amis quittent les lieux, non sans faire la traditionnelle prise de judo à une hôtesse qui proposait innocemment des cigarettes aux invités.
Ne sachant où dormir, Didier et Bernard se rendent chez Gilbert, le fayot des fumeurs anonymes. Mais ce dernier les assomme en leur racontant sa vie banale, notamment de sa fille qui vit à Rocheville pour laquelle il s'est engagé à cesser de fumer, et de sa femme morte indirectement à cause du tabac, ayant été renversée par un camion de la Seita. Finalement, les deux amis vont dormir dans le lit de Gilbert, entouré de poupées en porcelaine et de chats. Lorsque l'un d'eux leur tombe dessus au beau milieu de la nuit, Didier et Bernard quittent précipitamment les lieux, surprenant au passage Gilbert en pleine crise de déviance, travesti avec les vêtements de sa défunte femme, en train de fumer clandestinement.
Les deux décident alors de retourner à l'appartement de Bernard. Victoria, son épouse est absente, mais des centaines de mégots encore fumants ont été écrasés partout dans l'appartement. Dépité, Bernard est « réconforté » par Didier qui lui affirme maladroitement que son épouse a fait cela pour « rigoler ». Le lendemain, Didier retourne à la pharmacie, que Murielle gère en son absence. Après une brève altercation avec une cliente, Didier est jeté dehors par son épouse.
Au 143ème jour, alors que Didier s'est installé chez Bernard et que les deux compères, devenus livreurs de pizza, ont déjà considérablement grossi, ce dernier prépare une lettre piégée qu'il compte envoyer au présentateur télé. La fille de Didier se présente au domicile. Mais Bernard, sous l'injonction de Didier, prétend que son père n'est pas là. La fillette lui laisse un paquet de cigarettes ainsi qu'une lettre truffée de fautes d'orthographe, lui enjoignant un mot disant « Papa, refumes et reviens ». Hésitants, les deux hommes se résignent à fumer l'une des cigarettes du paquet ; mais Didier, qui avait mis des patches, fait une crise de Tachycardie. Les deux hommes se rendent en pleine nuit à la pharmacie. Cependant, Murielle a changé les codes d'accès du système de sécurité et l'alarme se déclenche. La police intervient alors que Didier et Bernard, en pleine panique, emportaient tout le stock de médicaments.
Au commissariat, Didier et Bernard tentent d'expliquer la situation, mais face à l'hermétisme des policiers, ils perdent patience et finissent par avouer une série de crimes insensés. Finalement, le Dr Bricourt, un ami de Didier, qui est aussi son médecin traitant, vient les sortir de prison.
Bernard, ayant appris la relation entre Victoria et Franck Tullio, se rue à son appartement et, à la suite d'une manipulation maladroite, voit sa lettre piégée lui exploser à la figure. Par la suite, Didier lui rend visite à l'hôpital. Dans un premier temps, il confond son ami avec un malade intubé de toutes parts, puis il pense que Bernard veut se suicider. En fin de compte, Bernard veut simplement fumer une cigarette dans un paquet qu'une infirmière lui a laissé. Didier cherche d'abord à l'en dissuader, puis perd patience et déclame alors qu’il « ne demande pas mieux que le cancer ! » À ce moment, l'homme intubé leur demande, d'une voix rauque et agonisante « une dernière cigarette », ce qui interrompt le geste des deux hommes.
Au 224ème jour, Didier et Bernard sont dans un centre de remise en forme. S'étant nourri exclusivement de pizzas durant un an, les deux compères sont désormais très gros. Ils entament alors un traitement thermal à base de bains, de douches et d'un régime alimentaire extrêmement réduit. Finalement, ils n'en peuvent plus du régime imposé ici et investissent la cuisine afin de se concocter un bon repas. Alors qu'ils sont sur le point de fumer une cigarette de fortune, ils sont interrompus par une employée qui leur apprend que leur beau-père vient de mourir. Les deux hommes se rendent discrètement aux funérailles mais sont aperçus par Elodie qui se jette dans les bras de son père. Murielle et Victoria retrouvent alors leurs époux respectifs et les deux familles se réconcilient.
Un an plus tard (+ 28 jours), Bernard et Didier se retrouvent dans les montagnes et ont changé de vie. Bernard s'est installé dans une ferme avec Victoria qui attend un enfant. De son côté, Didier, qui a manifestement divorcé de Murielle,  donne des cours de relaxation avec sa nouvelle compagne indienne. Alors qu'ils discutent sur le chemin, les deux hommes rencontrent un berger qui fume comme un pompier, mais qui maintient une forme olympique. Intrigués, ils cherchent à en savoir davantage.

## Fiche technique
- Titre : Le Pari
- Réalisation : Didier Bourdon, Bernard Campan
- Scénario : Didier Bourdon et Bernard Campan
- Production : Claude Berri
- Musique : Laurent Bertaud, Jean-Christophe Prudhomme et Jean-Charles Laurent
- Photographie : Manuel Teran
- Son : Bernard Bats, Bruno Charier et Pierre-Yves Bruneel, Jean Casanova
- Montage : Roland Baubeau
- Décors : Christian Marti
- Pays d'origine : France
- Format : couleurs - 1,85:1 - Dolby - 35 mm
- Genre : comédie
- Durée : 100 minutes
- Date de sortie :
  - France : 15 octobre 1997

## Distribution
- Didier Bourdon : Didier, le pharmacien
- Bernard Campan : Bernard, le professeur de technologie
- Isabelle Ferron : Murielle, la pharmacienne, épouse de Didier
- Isabel Otero : Victoria, l’épouse de Bernard
- Hélène Surgère : madame Ramirez, la mère de Victoria et Murielle
- Roger Ibáñez : Vincente Ramirez, le père de Victoria et Murielle
- Kelly Lawson : Élodie, la fille de Didier et Murielle
- Charles Ardillon
- Christian Barbier : le présentateur TV
- Roland Baubeau
- François Berléand : le docteur Bricourt
- Christian Bordier
- Nelly Cahagniet
- Jérôme Chappatte
- Rukmini Chatterjee : Rukmini, la nouvelle compagne de Didier
- Philippe Chevallier : l'animateur du groupe de parole
- Marie-Catherine Conti
- Martial Courcier
- Paule Daré
- Jean-Michel Dagory
- Jean-Jacques Damour
- Jacques Descombes
- Albert Dray
- Jordanne Dridi
- François Du Merle : le clochard
- Christian Gaïtch
- Martine Gautier
- Matthew Géczy : Michael
- Diogène Guérin
- Jeangay Nuckson
- Christophe Guybet : André
- Daniel Isoppo : Gérard
- Nicole Jamet : la femme médecin
- Martine Lang : Madeleine Bricourt
- Régis Laspalès : Gilbert, un des fumeurs anonymes
- Marie-Laurence : madame de Luynes
- Thomas Le Douarec
- Théo Légitimus : monsieur Léopold
- Rabah Naceur
- Robert Plagnol : Franck Tullio, l’animateur de télévision
- Blanche Raynal : la pimbêche à qui Didier propose un rôle
- Jacqueline Rigaux
- Julien Rondelli
- Daniel Saint-Jean
- Jean-Pierre Tagliaferri
- Bonnafet Tarbouriech : un collègue de Bernard
- Jean-Roger Milo : le policier
- Pascal Légitimus (caméo)[1]

## Production

### Choix des interprètes
Le trio Les Inconnus étant, au moment du film, toujours dans l’impossibilité contractuelle de se produire ensemble à la suite de l'échec des négociations avec leur ex-producteur Paul Lederman, Pascal Légitimus ne fait pas partie de la distribution. On le voit par contre brièvement comme figurant lors du cocktail de Télé Zap.  Son père Théo Légitimus joue quant à lui le rôle d’un client de la pharmacie de Didier.

### Tournage
Le tournage s'est déroulé à Montreuil (comme au début du film, dans le quartier de la Croix-de-chavaux et au collège Lenain de-Tillemont) et à Paris. La scène des obsèques de M. Ramirez a été tourné au cimetière des Bulvis à Rueil-Malmaison.

## Éditions vidéo
- Le DVD du film sort le 3 janvier 2008 chez Pathé. Le Blu-ray du film sort le 5 février 2014, toujours chez Pathé.[réf. souhaitée]

## Analyse
- Le logotype de Télé Zap, journal pour lequel Victoria travaille, s'inspire directement de celui de Télé Z.